# Teka (equipa ciclista)
O Grupo Desportivo Teka foi uma equipa espanhola de ciclismo profissional, estabelecido na Cantábria, activo entre os anos 1976 e 1990, e patrocinado pela marca de electrodomésticos Teka. O gerente da equipa foi Santiago Revuelta. A equipa foi um dos clássicos do ciclismo mundial dos anos 1980 junto ao Reynolds e ao Kas.
A equipa, com directores desportivos como San Emeterio, Perurena ou González Linares, e ciclistas como Gonzalo Aja, Marino Lejarreta, Alberto Fernández, Reimund Dietzen ou Alfonso Gutiérrez, chegou a ser um dos mais combativos do pelotão. Após para perto de 500 vitórias e 16 anos, uma queda na Volta a Espanha de 1990 que retirou prematuramente do ciclismo a seu líder (Dietzen), e a falta de um reposto sólido face ao Tour de France desse ano fez que a multinacional retirasse o seu patrocínio à equipa ciclista (a mais de 200 milhões de pesetas) para se centrar no Clube Balonmano Cantábria.

## História

### Inícios

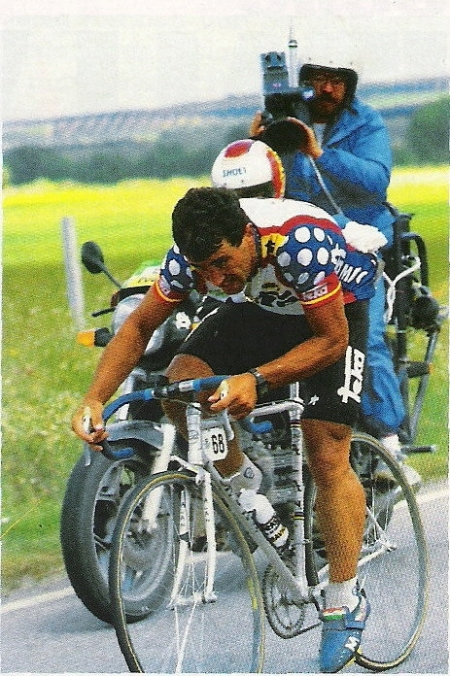
Ángel José Sarrapio

Em 1976 a empresa de electrodomésticos Teka, cuja sede está situada em Cajo (Santander), decidiu patrocinar a uma equipa ciclista profissional.

### 1986

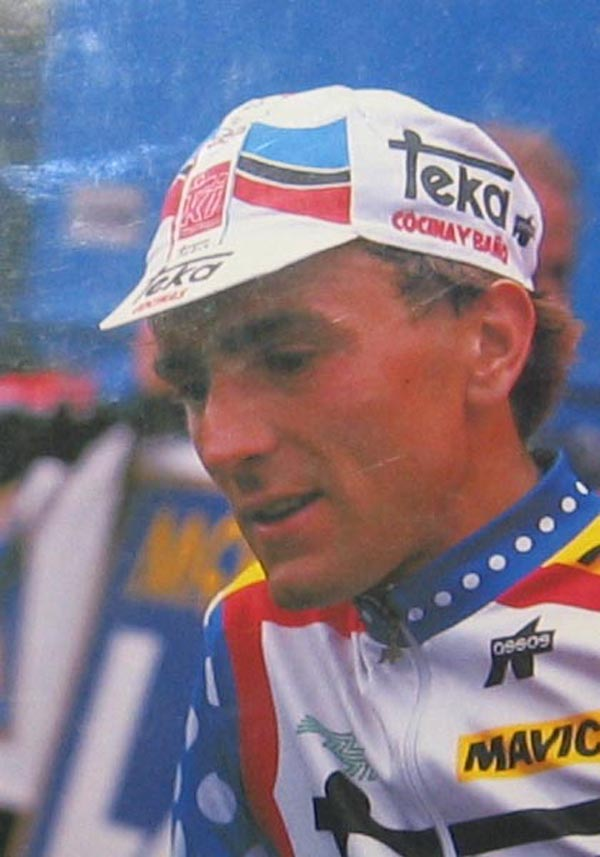
Malcolm Elliott

Para começar a temporada realizou-se a apresentação da equipa, e pela primeira vez fora de Santander, em Marbella, já que uns dias depois iam disputar a Estrada Ciclista do Sol. Contavam com o maior orçamento da sua história e um total de 24 corredores, com onze contratos, entre os que destacavam Eduardo Chozas, Antonio Agudelo, Manuel Cárdenas e Luis Enrique Murillo.
Em fevereiro Alfonso Gutiérrez ganhou o Critérium Internacional de Albacete, que fazia parte da Semana lnternacional da Comunidade Valenciana. Também disputaram a Volta à Comunidade Valenciana, na que Jesús Blanco Villar esteve a ponto de ganhar por segundo ano consecutivo. No entanto, foi sancionado por ser rebocado pelo seu carro de equipa e finalizou em segundo lugar depois de Bernard Hinault. Em abril, a equipa foi o primeiro por equipas na Volta ao País Basco, sendo o seu corredor melhor classificado Etxabe em terceira posição a 1:08 minutos de Sean Kelly. Poucos dias antes Etxabe tinha revalidado o seu título na Clássica de Primavera, impondo-se por adiante de Marino Lejarreta e de seu colega de equipa Peter Hilse.
Em setembro a equipa disputou a Volta à Catalunha e Federico Etxabe adjudicou-se a sexta etapa entre Manresa e Hospitalet. Neste mês anunciou-se a marcha de vários corredores da equipa, como os irmãos Díaz Zabala, Angel Ocaña e Pacheco, enquanto Leanitzbarrutia alinhou pelo Teka desde a Fagor.
Para terminar a temporada El Mundo Deportivo organizou a I Noite de Ciclismo, na qual se premiou ao Teka como melhor equipa profissional do ano. Pouco depois Alfonso Gutiérrez ganhou a terceira edição do troféu Superciclista, prêmio outorgado pela revista "O Ciclista" ao melhor corredor da temporada. A equipa Teka, pela sua vez, recebeu o prêmio à melhor equipa da temporada, título que revalidó.

### 1987
Na Volta al Camp de Morvedre realizou uma escapada Acacio da Silva e conseguiu o prêmio dos sprints especiais.

## Corredor melhor classificado nas Grandes Voltas
| Ano  | Giro d'Italia            | Tour de France                 | Volta a Espanha          |
| ---- | ------------------------ | ------------------------------ | ------------------------ |
| 1976 | 14.º Julián Andiano      | -                              | 7.º Joaquim Agostinho    |
| 1977 | 16.º Gonzalo Aja         | 13.º Joaquim Agostinho         | 2.º Miguel Mari Lasa     |
| 1978 | 16.º Pedro Torres Cruces | 18.º Antonio Menéndez González | 4.º Eulalio García       |
| 1979 | -                        | 83.º Andrés Oliva              | 4.º Manuel Espalhe       |
| 1980 | -                        | 17.º Bernard Thévenet          | 5.º Marino Lejarreta     |
| 1981 | -                        | 21.º Alberto Fernández Blanco  | -                        |
| 1982 | -                        | 10.º Alberto Fernández Blanco  | 1.º Marino Lejarreta     |
| 1983 | -                        | -                              | 17.º Faustino Cueli Arce |
| 1984 | -                        | 8.º Pedro Muñoz Machín         | 3.º Reimund Dietzen      |
| 1985 | -                        | -                              | 7.º Reimund Dietzen      |
| 1986 | -                        | 14.º Eduardo Chozas            | 4.º Reimund Dietzen      |
| 1987 | -                        | 25.º Eduardo Chozas            | 2.º Reimund Dietzen      |
| 1988 | -                        | 35.º Jesús Blanco Villar       | 2.º Reimund Dietzen      |
| 1989 | -                        | -                              | 21.º Enrique Aja         |
| 1990 | -                        | -                              | 35.º Nico Emonds         |

## Principais corredores
| - Miguel Maria Lasa (1977-1978) - Klaus-Peter Thaler (1977-1980) - Domingo Perurena (1979) - José Pesarrodona (1979) - Marino Lejarreta (1980-1982) - Alberto Fernández Blanco (1980-1982) - Federico Echave (1981-1986) - Jesús Rodríguez Magro (1987) - Jesús Blanco Villar (1982-1988) - Alfonso Gutiérrez (1983-1989) - Reimund Dietzen (1983-1990) - Peter Hilse (1985-1990) - Malcolm Elliott (1989-1990) | - Noël Dejonckheere - Eduardo Chozas - Enrique Aja - Marino Alonso - Jorge Ruiz Cabestany - Agustín Tamames - Bernard Thévenet - Eulalio García - Antonio Agudelo - Manuel Cárdenas - Joaquim Agostinho - Patrocínio Jiménez - Edgar Corredor |

## Palmarés

### Por equipas
- Volta a Espanha: 1977 e 1984
- Volta a Levante: 1976[13]
- Volta a Lérida: 1977[14]
- Volta a Cantábria: 1978,[15] 1981,[16] 1982,[17] 1985[18] e 1986[19]
- Volta ao País Basco: 1980, 1981 e 1986
- Volta à Catalunha: 1980[20]
- Volta aos Vales Mineiros: 1980[21] e 1985[22]
- Volta a Castilha: 1981[23]
- Volta a Burgos: 1984[24]
- Volta a Múrcia: 1988 e 1989
- Subida ao Naranco: 1981[25]

### Individual
| - 1976: - Volta a Levante: Gonzalo Aja - 1977: - Campeonato da Espanha em estrada: Manuel Espalhe - Campeonato da Alemanha de ciclo-cross: Klaus-Peter Thaler - Volta a Lérida: Pedro Larrinaga - Três Dias de Leganés: Francisco Javier Elorriaga - Memorial Santisteban: Gonzalo Aja - GP Julien Cajot: Klaus-Peter Thaler - GP de Caboalles de Abajo: Francisco Javier Elorriaga - 1978: - Challenge Costa de Azahar: Eulalio García - Troféu Luis Puig: Francisco Javier Elorriaga - G.P. Botella: Francisco Javier Elorriaga - Alcora : Miguel María Lasa Urquía - Alquerías del Niño Perdido : Miguel María Lasa Urquía - Benicasim : Eulalio García Pereda - San Mateo : Eulalio García Pereda - G.P. de Valencia: Javier Francisco Elorriaga - Castellón: Eulalio García Pereda - GP Navarra: Miguel María Lasa Urquía - Prova Villafranca de Ordizia: Miguel María Lasa Urquía - Troféu Masferrer: Miguel María Lasa Urquía - 1979: - Challenge Costa de Azahar: Noël Dejonckheere - Troféu Luis Puig: Antoine Gutiérrez - Três Dias de Leganés: José Luis Viejo Gómez - GP Pascuas: Manuel Esparza Sanz - Clássica de Sabiñánigo: Andrés Oliva Sánchez - Troféu Peña Irmãos Manzaneque: Francisco Javier Cedena Martínez - Troféu Masferrer: Antoine Gutiérrez - 1980: - Volta à Catalunha: Marino Lejarreta - Volta ao País Basco: Alberto Fernández - Volta aos Vales Mineiros: Alberto Fernández - Grande Prêmio dell'Epifania: Klaus-Peter Thaler - Campeonato da Alemanha de ciclo-cross: Klaus-Peter Thaler - Volta às Três Províncias: Klaus-Peter Thaler - GP Pascuas: Enrique Martínez Heredia - Troféu do Ausente: Alberto Fernández Blanco - Troféu Hermamdad de Labradores: Bernardo Alfonsel López - San Fernando de Henares: José Luis Velho Gómez - Villafranca de Ordizia : Ismael Lejarreta Arrizabalaga - Clássica de Sabiñánigo: José Luis Velho Gómez - Saint-Martin-de-Landelles: Bernard Thevenet - Troféu Peña Irmãos Manzaneque: Félix Pérez Moreno - Usera : Francisco Javier Cedena Martínez - Escalada Ciclista a Montjuic: Marino Lejarreta Arrizabalaga - Carreira dos seis dias: Bernard Thevenet - 1981: - Volta a Castilla: Alberto Fernández - Volta a Valencia: Alberto Fernández - Volta aos Vales Mineiros: Alberto Fernández - Clássica de San Sebastián: Marino Lejarreta - Subida ao Naranco: Marino Lejarreta - Challenge Costa de Azahar: José Luis Velho - Troféu Luis Puig: Noël Dejonckheere - Campeonato da Espanha em estrada: Eulalio García - GP Navarra: Eulalio García Pereda - GP Raf Jonckheere: Noël Dejonckheere - 1982: - Volta a Espanha: Marino Lejarreta - Volta a Cantábria: Marino Lejarreta - Volta a Castilla: Marino Lejarreta - Volta à Catalunha: Alberto Fernández Blanco - Volta à La Rioja: Marino Lejarreta - Clássica de San Sebastián: Marino Lejarreta - Campeonato da Espanha em estrada: Felipe Yáñez - Escalada Ciclista a Montjuic: Marino Lejarreta | - 1983: - Volta a Valencia: Reimund Dietzen - Volta aos Vales Mineiros: Felipe Yáñez - Troféu Luis Puig: Noël Dejonckheere - Challenge Costa de Azahar: Noël Dejonckheere - Memorial Rodríguez Inguanzo: Federico Etxabe - Ciclo-cross de Trier: Reimund Dietzen - 1984: - Volta a Burgos: Federico Etxabe - 1.er Neoprofissional Volta a Espanha: Edgar Corredor - Grand Prix du Nouvel-An de ciclo-cross: Reimund Dietzen - Campeonato da Alemanha de ciclo-cross: Reimund Dietzen - Troféu Luis Puig: Noël Dejonckheere - Ronde van Limburg: Noël Dejonckheere - Dilsen: René Martens - 1985: - Volta à Comunidade Valenciana: Jesús Blanco Villar - Volta a Castela e Leão: Jesús Blanco Villar - Volta aos Vales Mineiros: José Ángel Sarrapio - Clássica de Primavera: Federico Etxabe - Troféu Luis Puig: Noël Dejonckheere - Campeonato da Alemanha de ciclo-cross: Reimund Dietzen - Memorial Rodríguez Inguanzo: Noël Dejonckheere - Troféu Masferrer: Noël Dejonckheere - 1986: - Critérium Internacional de Albacete: Alfonso Gutiérrez - Volta a Castela e Leão: Alfonso Gutiérrez - Clássica de Primavera: Federico Etxabe - Campeonato da Espanha em estrada: Alfonso Gutiérrez - Memorial Rodríguez Inguanzo: Peter Hilse - Barcelona - Andorra: Peter Hilse - 1987: - Volta a Castela e Leão: Alfonso Gutiérrez - Volta à La Rioja: Reimund Dietzen - Subida ao Naranco: Peter Hilse - Memorial Rodríguez Inguanzo: José Ángel Sarrapio - Schorndorf: Reimund Dietzen - 1988: - Tour de Vendée: Alberto Leanizbarrutia - Volta a Castela e Leão: Reimund Dietzen - Volta a Múrcia: Carlos Hernández - Subida ao Naranco: Marino Alonso - Memorial Rodríguez Inguanzo: Enrique Alberto Aja Cagigas - GP Kanton Zürich: Leio Schönenberger - 1989: - Volta à La Rioja: Enrique Aja - Volta a Múrcia: Marino Alonso - Semana Catalã: Reimund Dietzen - Subida ao Naranco: Peter Hilse - Memorial Rodríguez Inguanzo: Mariano Sánchez Martínez - Troféu Comunidade Foral de Navarra: Mariano Sánchez Martínez - Volta aos Três Cantos: Mariano Sánchez Martínez - 1990: - Volta a Aragão: Nico Emonds - Volta a Cantábria: Peter Hilse - Troféu em Sint-Truiden: Nico Emonds - Troféu em Izegem: Nico Emonds - Troféu Masferrer: Enrique Aja Cagigas |

## Diretores desportivos e assistentes
Diretores desportivos do Grupo Desportivo Teka durante a sua história:
| Período | Director desportivo           | Assistente                          |
| ------- | ----------------------------- | ----------------------------------- |
| 1976    | Julio San Emeterio            |                                     |
| 1977-78 | Julio San Emeterio            | Miguel Moreno                       |
| 1979    | Julio San Emeterio            | Miguel Moreno e José Antonio Pontón |
| 1980    | Txomin Perurena               | José Antonio Pontón                 |
| 1981-82 | Txomin Perurena               | Antonio Barrutia                    |
| 1983    | José Antonio González Linares | Antonio Barrutia                    |
| 1984    | Luis Ocaña                    | José Antonio González Linares       |
| 1985    | José Antonio González Linares |                                     |
| 1986    | José Antonio González Linares | Julio San Emeterio                  |
| 1987    | José Antonio González Linares | Julio San Emeterio e Emilio Cruz    |
| 1988-90 | José Antonio González Linares | Julio San Emeterio                  |